# Сидорка (овраг)
Сидорка — овраг в России, расположен в Красногвардейском районе Оренбургской области. По оврагу протекает сезонный водоток, его устье расположено между селами Красиково и Юлты к северо-западу от последнего. Устье теряется на 164 километре левого берега реки Ток. Длина реки составляет 10 километров, площадь водосборного бассейна — 34,4 км². Недалеко от устья через овраг переброшен автомобильный железобетонный мост.

## Данные водного реестра
По данным государственного водного реестра России, относится к Нижневолжскому бассейновому округу, водохозяйственный участок реки — Самара от Сорочинского гидроузла до водомерного поста у села Елшанка. Речной бассейн — Волга от верховий Куйбышевского водохранилища до впадения в Каспийское море.
Код объекта в государственном водном реестре — 11010001012112100006990.